# Deville
Deville – miejscowość i gmina we Francji, w regionie Grand Est, w departamencie Ardeny.
Według danych na rok 1990 gminę zamieszkiwało 1301 osób, a gęstość zaludnienia wynosiła 166 osób/km².